# Power Chan Kwok-Pong
Power Chan Kwok-Pong (Hongkong, 4 februari 1968) is een Chinees acteur, die nu werkt voor TVB. 

## Filmografie
- Street Fighters (2000)
- Hope for Sale (2001)
- A Step into the Past (2001)
- A Herbalist Affair (2002)
- Golden Faith (2002)
- Lofty Waters Verdant Bow (2003)
- The W Files (2003)
- Find the Light (2003)
- Lady Fan (2004)
- To Love with No Regrets (2004)
- Wong Fei Hung - Master of Kungfu (2004)
- The Last Breakthrough (2005)
- Lost In The Chamber of Love (2005)
- Into Thin Air (2006)
- Life Made Simple (2006)
- Lethal Weapons of Love and Passion(2006)
- Bar Bender (2006)
- Au Revior Shanghai (2006)
- The Conquest (2006)
- The Drive of Life (2007)
- Marriage of Inconvenience (2007)
- The Building Blocks of Life (2007)
- Survivor's Law II (2008)
- The Master of Tai Chi (2008)
- L For Love L For Lies (2008)(film)
- Love Exchange (2008)